# 熊谷直国
熊谷 直国（くまがい なおくに）は、鎌倉時代前期の御家人。通称は二郎、平内左衛門尉。官位は備中守。法名は妙直。

## 略歴
通説では、熊谷直家の子として誕生。初名は直輔。
成長後、鎌倉御家人として遇され、 承久3年（1221年）の承久の乱では、主力の1人として戦闘に参加。同年6月13日の宇治川の戦いで後鳥羽上皇側の名将・山田重忠と戦って討死した。この時の戦功により、子・直時に安芸国三入荘が与えられた。
ところが、近年になって錦織勤が武蔵国熊谷郷は建久2年3月1日付で蓮生（熊谷直実）が作成して直家も署名した譲状によって庶子である「四郎家真（実家）」に譲渡された筈なのに、それが直国の子孫に継承されていることを疑問視して、直家と直国に父子関係はなく、直国は家真の子ではないかとする説を唱えた。柴﨑啓太は錦織の説を補強した上で、直国とその子孫の安芸熊谷氏は本来は庶子の家であり、従来は直実の兄の子孫と考えられていた塩津熊谷氏（近江熊谷氏）が直家の直系子孫であるとする説を唱えた。高橋修は承久の乱で直家の嫡子（塩津熊谷氏の熊谷景貞）が後鳥羽上皇方についたために没落し、鎌倉方について戦死した直国の子孫が嫡流となり、後に直国を嫡流に位置づけるために系図の改竄を行われたと主張した。いずれにしても、近年の研究者の間では直家と直国が実の親子ではないとする見方が有力である。

## 系譜
- 父：熊谷直家もしくは熊谷家真（実家）
- 母：不詳
- 妻：吉見尼
  - 男子：熊谷直時
  - 男子：熊谷祐直